# Dala socken
Dala socken i Västergötland ingick i Gudhems härad, ingår sedan 1974 i Falköpings kommun och motsvarar från 2016 Dala distrikt.
Socknens areal är 24,59 kvadratkilometer varav 24,56 land. År 2000 fanns här 249 invånare.  En del av tätorten Stenstorp samt kyrkbyn Dala med sockenkyrkan Dala kyrka ligger i socknen.

## Administrativ historik
Socknen har medeltida ursprung. 
Vid kommunreformen 1862 övergick socknens ansvar för de kyrkliga frågorna till Dala församling och för de borgerliga frågorna bildades Dala landskommun. Landskommunen uppgick 1952 i Stenstorps landskommun som 1974 uppgick i Falköpings kommun. Församlingen uppgick 2010 i Dala-Borgunda-Högstena församling.
1 januari 2016 inrättades distriktet Dala, med samma omfattning som församlingen hade 1999/2000.  
Socknen har tillhört län, fögderier, tingslag och domsagor enligt vad som beskrivs i artikeln Gudhems härad. De indelta soldaterna tillhörde Skaraborgs regemente Livkompaniet.

## Geografi
Dala socken ligger nordost om Falköping. Socknen är i väster en kuperad odlingsbygd på Falbygden och i öster en flack skogsbygd.

## Fornlämningar
Boplatser, åtta gånggrifter och fyra hällkistor från stenåldern är funna. Från järnåldern finns gravar, stensättningar och domarringar. På berget finns fossil åkermark. Offerkällan Ingemo källa finns nära gränsen till Borgunda socken.

## Namnet
Namnet skrevs 1308 Dalum och kommer från kyrkbyn. Namnet innehåller plural av dal och syftar på nedsänkt mark i västra delen av socknen väster om kyrkan. Det är Djupadalen i Dala som åsyftas, ett område som skapats av ett utlopp från Baltiska issjön för 10000 år sedan.